# Sericoides rufescens
Sericoides rufescens är en skalbaggsart som beskrevs av Saylor 1938. Sericoides rufescens ingår i släktet Sericoides och familjen Melolonthidae. Inga underarter finns listade i Catalogue of Life.